# Розендал, Эмери Чарльз
Эмери Чарльз Розендал (15 мая 1892, Чикаго, Иллинойс — 17 мая 1977, Филадельфия, Пенсильвания) — вице-адмирал ВМС США; одна из самых важных фигур в американской военно-морской индустрии дирижаблей.

## Биография
Чарльз Розендал родился в Чикаго, штат Иллинойс, но вскоре его семья переехала в штат Канзас, затем в Техас.
В 1910 году Чарльз был назначен в Военно-морскую академию из штата Техас. После окончания учёбы в июне 1914 года получил младшее офицерское звание энсин и по приказу был назначен на службу на броненосном крейсере «Западная Вирджиния» (ACR-5) у побережья Мексики во время оккупации Веракруса.